# Josh Perkins
Josh Perkins (Denver, 25 agosto 1995) è un cestista statunitense.